# 이병 (북주)
당 세조 이병(唐世祖 李昞, ? ~ 573년)은 중국 북주의 대신으로, 당 고조 이연의 부친이다. 그의 아내, 즉 이연의 어머니는 수나라의 독고황후의 넷째 언니이다. 당국공(唐國公)의 작위를 받았으나 일찍 요절하였다. 사후에 당인공(唐仁公)의 시호를 받았으나, 장남 이연이 당나라를 건국하고 황제가 되자, 황제에 추존되어 ‘세조 원황제’(世祖 元皇帝)에 추존되었다.
이연이 8세에 아버지 이병이 죽자, 당국공(唐國公)의 자리를 계승했다.

## 가족 관계

### 후비
- 원정황후 독고씨 (元貞皇后 獨孤氏)

### 황자
- 장남 : 양왕(梁王) 이징(李澄)
- 차남 : 촉왕(蜀王) 이담(李湛)
- 3남 : 정왕(鄭王) 이홍(李洪)
- 4남 : 당왕(唐王) 이연(李淵) - 후일 당 고조(唐 高祖).

### 황녀
- 동안공주(同安公主) - 수주자사(隋州刺史) 왕유(王裕)에게 하가.

| 전임 아버지 이호 | 제2대 당국공 551년 ~ 573년 | 후임 장남 이연 |